# 三角筋
三角筋（さんかくきん、英語: deltoid muscle）は人間の上肢の筋。
三角筋の肩甲棘部は肩甲棘から、肩峰部は肩峰から、鎖骨部は鎖骨の外側部の1/3からそれぞれ起始し肩関節を覆う様に外下方へと走り上腕骨三角筋粗面に停止する。運動は肩関節を支点にして肩甲棘部が上腕を伸展・内転・外旋させ、肩峰部が上腕を外転させ、鎖骨部が上腕を屈曲・内転・内旋させる。支配神経は腕神経叢の腋窩神経レベルがC（4）・5・6である。

## 三角筋の筋力トレーニング
「投げる」ことに関係の深い筋肉であり、投擲系のスポーツでは特に重要視される。ボディビルなどでもこの筋肉の発達が不十分だと肩幅が狭くなり、頭が相対的に大きくなって格好悪くなるのでトレーニングを必要とする。腕立て伏せやベンチプレスなどを行なうことでも充分に鍛えられる筋肉だが、専門的な筋力トレーニングを必要とするのであればフロント・レイズ、サイド・レイズなどのレイズ系の種目、もしくはショルダー・プレスなどが有効。